# Lasippa illigera
Lasippa illigera is een vlinder uit de onderfamilie Limenitidinae van de familie Nymphalidae. De wetenschappelijke naam van de soort is voor het eerst geldig gepubliceerd in 1821 door Johann Friedrich von Eschscholtz.